# Кадниця (річка)
Кадниця — річка в Україні, у Богодухівському й Золочівському районах Харківської області. Права притока Рогозянки (басейн Дону).

## Опис
Довжина річки приблизно 8,87 км, найкоротша відстань між витоком і гирлом — 7,73  км, коефіцієнт звивистості річки — 1,15 [джерело?].

## Розташування
Бере початок на північно-західній стороні від села Горького. Тече переважно на північний схід через село Кадницю і у Гуринівці впадає у річку Рогозянку, праву притоку Уди.
Населені пункти вздовж берегової смуги: Мала Іванівка, Сковородинівка.
Неподалік від витоку річки пролягають автошляхи Р46 та Т 2113.

## Цікавий факт
- На лівому березі річки розташоване село Сковородинівка (колишнє Пан Іванівка), у якому в 1790 та 1794 роках побував український філософ і поет Григорій Сковорода.

## Притоки
Зубів яр - ліва притока. Починається у селищі Мала Іванівка, тече на схід і впадає у Кадницю між селами Кадниця і Гуринівка.